# Урал-Лука
Урал-Лука — река в России, протекает по Башкортостану. Устье реки находится в 36 км по левому берегу реки Куркатау. Длина реки составляет 12 км.
Берёт начало из родника у безымянной вершины (827 м).

## Данные водного реестра
По данным государственного водного реестра России относится к Камскому бассейновому округу, водохозяйственный участок реки — Белая от водомерного поста Арский Камень до Юмагузинского гидроузла, речной подбассейн реки — Белая. Речной бассейн реки — Кама.
По данным геоинформационной системы водохозяйственного районирования территории РФ, подготовленной Федеральным агентством водных ресурсов:
- Код водного объекта в государственном водном реестре — 10010200212111100017492
- Код по гидрологической изученности (ГИ) — 111101749
- Код бассейна — 10.01.02.002
- Номер тома по ГИ — 11
- Выпуск по ГИ — 1